# Chiesa di San Gregorio Nazianzeno
La chiesa di San Gregorio Nazianzeno è una chiesa di Roma, nel rione Campo Marzio, in vicolo Valdina.

## Storia
La chiesa ha origini antiche, già menzionata nella biografia di papa Leone III (795-816): in oratorio S. Gregorii, qui ponitur in campo Martis, fecit canistrum ex argento. Di origini medievali (XII secolo) sono il campanile e i resti di affreschi dell'abside raffiguranti Cristo tra i santi Gregorio Nazianzeno e Giovanni Crisostomo. Annesso alla chiesa vi era il monastero di Santa Maria in Campo Marzio, il cui nome deriva dalla vicina chiesa di Santa Maria della Concezione in Campo Marzio.
Dopo il 1870 la chiesa venne sconsacrata e il monastero fu adibito ad archivi; l'intero complesso fu in seguito acquistato dalla Camera dei deputati, la quale fece restaurare la chiesa, tra il 1977 e il 1987, riaprendola al culto come cappella dei deputati. Durante i restauri fu riportato alla luce un ambiente identificato come l'unica parte superstite del primitivo oratorio.